# Herenthout
Herenthout là một đô thị ở tỉnh Antwerp của Bỉ. Thị trấn này chỉ gồm thị trấn Herenthout proper. Tại thời điểm ngày 1 tháng 1 năm 2006, Herenthout có dân số  8.361. Tổng diện tích là 23,55 km², với mật độ dân số là 355 người trên mỗi km².